# Notiophilus substriatus
Notiophilus substriatus es una especie de escarabajo del género Notiophilus, familia Carabidae. Fue descrita científicamente por G. R. Waterhouse en 1833.
Esta especie es nativa de Europa. Habita en Irlanda, Gran Bretaña, Francia, Bélgica, Países Bajos, Alemania, Suiza, Austria, Hungría, Ucrania, Portugal, España, Italia, Eslovenia, Croacia, Bosnia y Herzegovina, Macedonia del norte, Albania, Grecia, Bulgaria y Marruecos.